# Норвешка на Светском првенству у атлетици на отвореном 2015.
Норвешка је на Светском првенству у атлетици на отвореном 2015. одржаном у Пекингу од 12. до 30. августа, учествовала петнаести пут, односно учествовала је на свим првенствима до данас. Репрезентација Норвешке је пријавила 9 спортиста (4 мушкараца и 5 жена), који су се такмичили у исто толико дисциплина.,
На овом првенству представници Норвешке нису освојили ниједну медаљу и нису учествовали ни у једном финалу, па их нема у табели успешности. Оборен је један лични рекорд и два најбоља лична резултата сезоне..

## Учесници
| Мушкарци: - Хенрик Ингебригстен — 1.500 м - Синдре Бурос — 5.000 м - Ерик Тисе — Ходање 20 км - Ховард Кавкенес — Ходање 50 км | Жене: - Езине Окпараебо — 100 м - Каролина Бјеркели Гревдал — 5.000 м - Изабел Педерсон — 100 м препоне - Amalie Iuel — 400 м препоне - Ида Маркусен — Седмобој |  |

## Резултати

### Мушкарци
| Атлетичар           | Дисциплина   | Лични рекорд | Квалификације     | Квалификације     | Полуфинале           | Полуфинале           | Финале               | Финале            | Детаљи                                      |
| Атлетичар           | Дисциплина   | Лични рекорд | Резултат          | Место             | Резултат             | Место                | Резултат             | Место             | Детаљи                                      |
| ------------------- | ------------ | ------------ | ----------------- | ----------------- | -------------------- | -------------------- | -------------------- | ----------------- | ------------------------------------------- |
| Хенрик Ингебригстен | 1.500 м      | 3:31,46 НР   | 3:43.97           | 9. у гр. 1        | Није се квалификовао | Није се квалификовао | Није се квалификовао | 31 / 41 (42)      | Архивирано на веб-сајту (18. новембар 2015) |
| Сииндре Бурос       | 5.000 м      | 13:11,96     | 13:59,07          | 14. у гр. 1       |                      |                      | Није се квалификовао | 31 / 39 (41)      |                                             |
| Ерик Тисе           | 20 км ходање | 1:19:11 НР   | није завршио трку | није завршио трку | није завршио трку    | није завршио трку    | није завршио трку    | није завршио трку |                                             |
| Ховард Хавкенес     | 50 км ходање | 3:56:38      |                   |                   |                      |                      | 3:56:50 ЛРС          | 24 / 38 (54)      |                                             |

### Жене
| Атлетичарка               | Дисциплина    | Лични рекорд        | Квалификације | Квалификације  | Полуфинале            | Полуфинале            | Финале                | Финале       | Детаљи |
| Атлетичарка               | Дисциплина    | Лични рекорд        | Резултат      | Место          | Резултат              | Место                 | Резултат              | Место        | Детаљи |
| ------------------------- | ------------- | ------------------- | ------------- | -------------- | --------------------- | --------------------- | --------------------- | ------------ | ------ |
| Езине Окпараебо           | 100 м         | 11,10 (+1,2 м/с) НР | 11,12 ЛРС     | 4. у гр. 3 кв, | 11,19                 | 7. у пф. 3            | Није се квалификовала | 18 / 52 (54) |        |
| Каролина Бјеркели Гревдал | 5.000 м       | 15:15,18            | 16:02,20      | 9. у гр. 2     |                       |                       | Није се квалификовала | 20 / 24 (27) |        |
| Изабел Педерсон           | 100 м препоне | 12,88               | 12,96         | 3. у гр. 1 КВ  | 12,86 ЛР              | 4 у пф. 1             | Није се квалификовала | 9 / 33 (37)  |        |
| Amalie Iuel               | 400 м препоне | 55,92               | 56,59         | 6. у гр. 1     | Није се квалификовала | Није се квалификовала | Није се квалификовала | 26 / 36 (37) |        |

#### Седмобој
| Дисциплина    | Ида Маркусен | Ида Маркусен | Ида Маркусен | Ида Маркусен | Ида Маркусен | Ида Маркусен |
| Дисциплина    | Лич. рек.    | Резултат     | Бод.         | Плас.        | Укупно       | Плас.        |
| ------------- | ------------ | ------------ | ------------ | ------------ | ------------ | ------------ |
| 100 м препоне | 13,96        | 14,47        | 913          | 30.          |              |              |
| Скок увис     | 1,74         | 1,68         | 830          | 30.          | 1.743        | 30.          |
| Бацање кугле  | 13,96        | 12,86        | 718          | 27.          | 2.461        | 32.          |
| 200 м         | 24,57        | 26,27        | 774          | 33.          | 3.235        | 32.          |
| Скок удаљ     | 6,47         | 5,89         | 816          | 24.          | 4.051        | 29.          |
| Бацање копља  | 52,95        | 42,01        | 706          | 21.          | 4.757        | 27.          |
| 800 м         | 2:09,74      | 2:12,62      | 927          | 6.           |              |              |
| Седмобој      | 6.226 НР     |              |              |              | 5.684        | 25 / 28 (36) |